# Georgia Neese Clark

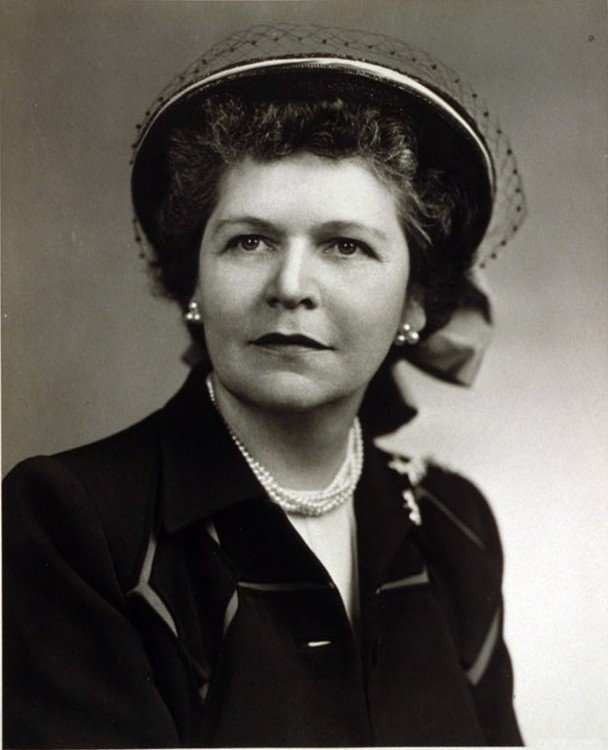
Georgia Neese Clark

Georgia Neese Clark Gray (* 27. Januar 1898 in Richland, Kansas; † 26. Oktober 1995 in Topeka, Kansas) war eine US-amerikanische Schauspielerin, Bänkerin, Geschäftsfrau und Regierungsbeamtin. Sie war die erste Frau, die den Posten als Treasurer of the United States bekleidete.

## Werdegang
Georgia Neese, Tochter von Ella O’Sullivan (1866–1951) und Albert Neese (1860–1937), einem Farmer und Geschäftsmann, wurde ungefähr drei Monate vor dem Ausbruch des Spanisch-Amerikanischen Krieges im Shawnee County geboren. Ihr Vater, ein Selfmademan, hatte es Jahre vor ihrer Geburt zum Wohlstand gebracht und gehörte mittlerweile zu den leitenden Bürgern in der Town. Ihm gehörten dort Immobilien und Ländereien, einschließlich der Bank und des Gemischtwarenladens. Die Familie besaß auch Häuser in Richland und in der Nähe von Topeka, wo sie die High School besuchte und 1917 während des Ersten Weltkrieges graduierte. Obwohl sie eine Presbyterianerin war, besuchte die kurz das Bethany College, eine episkopale Schule für Frauen in Topeka, bevor sie an die Washburn University ging. Neese studierte dort Wirtschaftswissenschaften und saß in verschiedenen Studienorganisationen. Sie war Präsidentin der Theatergruppe und ein Mitglied des Upsilon-Ortsverbands der Alpha Phi. Mit der Absicht Schauspielerin zu werden, zog sie dann nach ihrem Abschluss 1921 nach New York City und schrieb sich dort an der Franklin Sargent School of Dramatic Art ein.
Georgia Neese begann ihre Schauspielkarriere bei verschiedenen Stock Companies. Sie war von 1921 bis 1931 als Schauspielerin tätig. Während dieser Zeit lebte sie in New York City, wo sie Helen Hayes und Charlie Chaplin kennen lernte, reiste durch das County und verdiente dabei 500 Dollar pro Woche. Mit der Weltwirtschaftskrise und dem Aufkommen des Tonfilms (Talkies) ging ihre Bühnenkarriere zu Ende, sie kehrte nach Hause zurück und kümmerte sich um ihren kranken Vater. Während ihrer Schauspielkarriere heiratete sie 1929 ihren ersten Ehemann George M. Clark, von dem sie sich aber Mitte der 1940er Jahre wieder scheiden ließ. Sie blieb weiterhin als Georgia Neese Clark bekannt, sogar nachdem sie ihren zweiten Ehemann geheiratet hatte. Die Ehe blieb kinderlos.
Sie begann 1935 in der Richland State Bank als Kassengehilfin zu arbeiten, welche ihrem Vater gehörte. Nach dem Tod ihres Vaters 1937 wurde sie Eigentümerin und Präsidentin der Richland State Bank. Daneben erbte sie auch den Gemischtwarenladen, ein Getreidesilo, einen Holzplatz, eine Versicherungsagentur, viele Farmen und andere Immobilien.

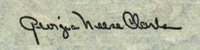
Unterschrift von Georgia Neese Clark

Neese verfolgte auch eine politische Laufbahn. Sie gehörte der Demokratischen Partei an. 1936 wurde sie in das Democratic National Committee von Kansas gewählt – eine Position, welche sie bis 1964 innehatte. Sie war ein redegewandtes und beliebtes Parteimitglied sowie eine frühe Unterstützerin von Harry S. Truman. Als Folge davon nominierte sie Präsident Truman zum Treasurer of the United States und der US-Senat bestätigte ihre Nominierung. Neese bekleidete den Posten vom 21. Juni 1949 bis zum 27. Januar 1953.
Sie heiratete 1953 ihren zweiten Ehemann Andrew J. „Andy“ Gray (1912–1994), einen Journalisten und Presseagenten. Die Ehe blieb kinderlos.
Die ganze Town von Richland wurde in den späten 1960er Jahren durch das United States Army Corps of Engineers als Teil des Landes erworben, welches für den Clinton Lake angedacht war. 1974 verließen die Einwohner die Town und die noch existierenden Gebäude wurden kurz darauf abgerissen. Nachdem das Projekt angekündigt worden war, hatte die Regierung es schwer, die Grundstückseigentümer dazu zu bringen ihre Grundstücke zu verkaufen. Diese waren sich unsicher, ob sie ihren Grundbesitz behalten sollten, und nicht in der Lage, ihn zur Umsiedlung zu verkaufen. Neese spielte eine bedeutende Rolle dabei, den Kongress für die Bereitstellung von Geldmitteln für das Projekt zu drängen, so dass die Grundstückseigentümer ihr Leben fortsetzen konnten. Sie verlegte die Richland State Bank nach Topeka und benannte sie zu Capital City State Bank um, was aber später zu Capital City Bank geändert wurde. Ende des 20. Jahrhunderts hatte die Bank mehrere Filialen in der Hauptstadt gegründet.
Neese verstarb 1995 im Alter von 97 Jahren in Topeka und wurde dann auf dem Pleasant Hill Cemetery beigesetzt, welcher bei der 87th and Ratner Road liegt, 1,5 Meilen östlich von Berryton (Kansas).

## Ehrungen
Die Georgia Neese Gray Performance Hall im Topeka Performing Arts Center wurde ihr zur Ehren benannt.
Der Georgia Neese Gray Award wird an die Bürger von Kansas verliehen, welche in einem Wahlamt auf kommunaler und/oder Kreisebene dienten und sich durch besondere Verdienste um ihre Gemeinde verdient machten, in der Verfolgung der Grundsätze der Demokratischen Partei von Kansas. Damit wird eine lange und breite Beteiligung im öffentlichen Dienst im Bestreben um die Stadt, das County und den Staat geehrt. Dieser Award ist die höchste Auszeichnung, welche von der Demokratischen Partei von Kansas an seine gewählten Amtsleute auf Kommunal- und Kreisebene verliehen werden kann.
Am 6. Februar 2008 wurde sie in die Topeka Business Hall of Fame aufgenommen.